# Teflar
Le teflar est un matériau de la même famille que le kevlar. Il est constitué de kevlar sur lequel on a passé un enduit avec du téflon pour améliorer la résistance à l'abrasion et réduire la traînée. Cette enduction à base de latex ne serait pas fiable dans le temps.